# Tibor Dombi
Tibor Dombi [ˈtibor ˈdombi] (* 11. November 1973 in Püspökladány, Ungarn) ist ein ungarischer Fußballspieler, der aktuell für den ungarischen Verein Debreceni Vasutas SC spielt.
Er feierte 1994 sein Debüt für die Nationalmannschaft und hat bis 2001 35 Einsätze und ein Tor verbuchen können. Er nahm mit Ungarn an den Olympischen Spielen in Atlanta teil, scheiterte aber schon in der Vorrunde.
| Personendaten    | Personendaten              |
| ---------------- | -------------------------- |
| NAME             | Dombi, Tibor               |
| KURZBESCHREIBUNG | ungarischer Fußballspieler |
| GEBURTSDATUM     | 11. November 1973          |